# Sídliště Košík
Sídliště Košík z poloviny 80. let 20. století stojí na území Hostivaře v pražské městské části Praha 15, na návrší mezi Botičem a Košíkovským potokem, mezi starou zástavbou Hostivaře na severovýchodě a Jižním Městem na jihu.

## Historie

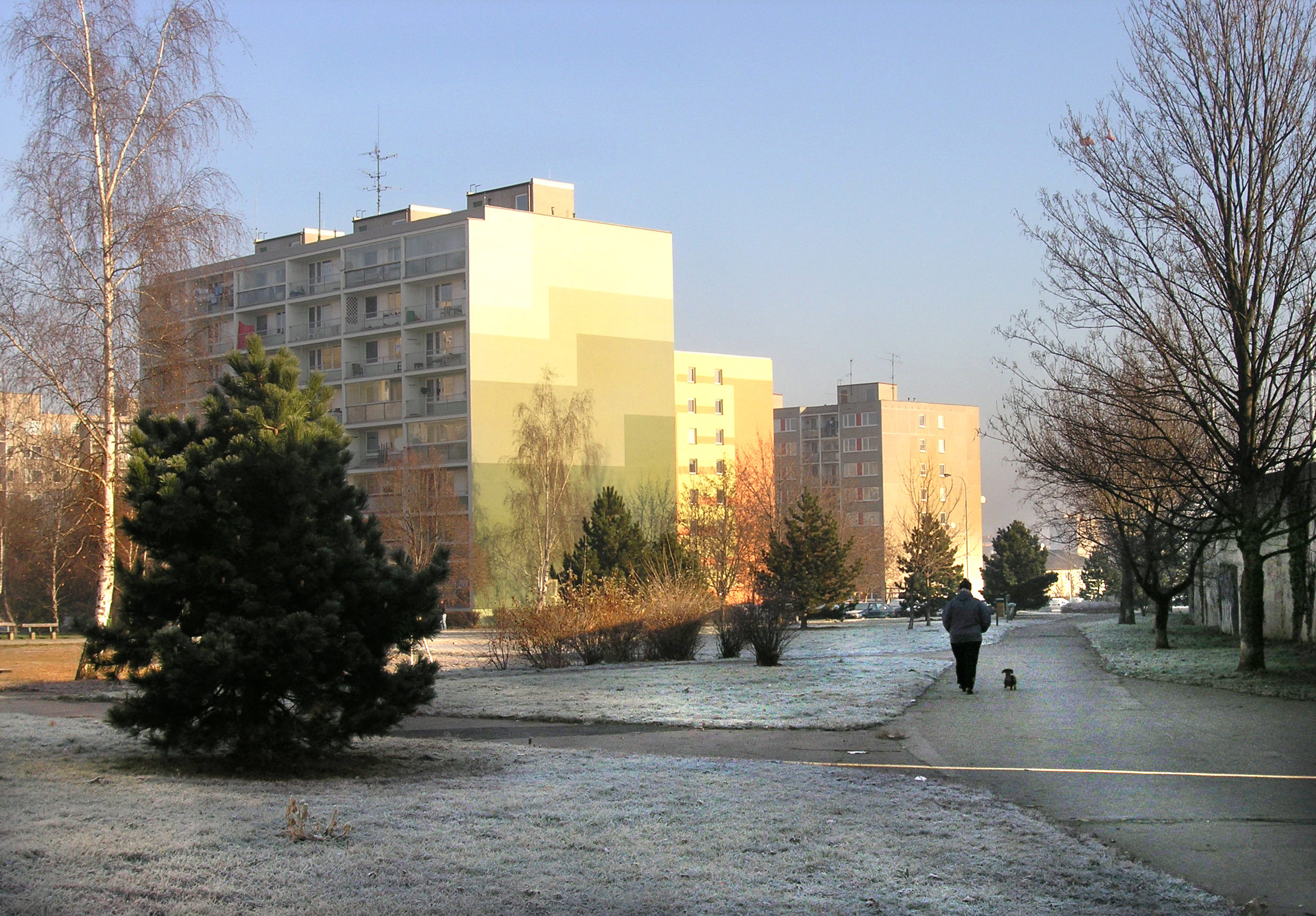
Jihovýchodní část sídliště Košík (u ulice K Horkám)

Na Košíku je starý pomístní název, doložený již na katastrální mapě Hostivaře z roku 1841. Nejprve se k němu vztahovaly názvy ulic v postupně rozšiřované kolonii rodinných domků na levém svahu Košíkovského potoka na okraji hostivařského háje: v roce 1933 byla pojmenována ulice Na Košíku (za německé okupace byl překládán názvem Am Korb), v roce 1947 ulice Nad Košíkem, v roce 1996 ulice U Košíku.
V letech 1977–1984 (oficiálně se jako rok dokončení uváděl rok 1982) bylo na vršku severně od této kolonie, v blízkosti Toulcova dvora, vybudováno panelové sídliště, na které se přenesl název Na Košíku či Košík. Název Na Košíku však dostala autobusová zastávka, která se nachází na opačné straně sídliště než původní kolonie rodinných domků, od ulice Na Košíku je tak tato zastávka téměř půl kilometru vzdálená. Výstavba sídliště Košík časově navazovala na výstavbu sídliště Jižní Město I, jehož první domy začaly být stavěny v roce 1973. Území západně od sídliště Košík bylo v dobových plánech rezervováno pro výstavbu zvláštních ústavních zařízení zdravotnického charakteru.
Vzhledem k tomu, že sídliště bylo vybudováno tzv. na zelené louce, byla jeho výstavba podmíněna řadou infrastrukturních investic, tj. přivedení energií, vody a vyřešení odvodu splaškových a dešťových vod. Byl vybudován 3618 dlouhý přivaděč vody z vodojemu na Kozinci a vybudovány retenční nádrže před výpustí dešťových vod do Botiče. Zatímco vlastní stavba sídliště si nevyžadovala žádné demolice, některé infrastrukturní stavby procházely stávající starou zástavbou vesnického typu a demolice si vyžádaly.
Při archeologických vykopávkách ve spojitosti s výstavbou sídliště byly nalezeny žárové hroby bylanské kultury. V lokalitě asi 400 m od sídliště, v oblasti Mezi potoky. byly prozkoumány tři hroby s chudou výbavou, pravděpodobně zemědělců. 
V letech 2006–2009 byl v prostoru mezi sídlištěm Košík a ulicí K Horkám ve třech etapách vybudován rezidenční projekt Slunečný vršek, který je se sídlištěm propojen ve funkční celek, uvádí se u něj rozsah 1152 bytů.

## Popis
U nového sídliště byl uváděn počet 16 obytných domů (panelákový blok se v tomto počtu počítal jako jeden dům, třebaže jednotlivé sekce a vchody mají vlastní domovní čísla), 1626 bytů a 4664 obyvatel. Vytápění zajišťovaly původně dvě plynové kotelny, na sídlišti vznikly jesle, mateřská škola a základní škola (čímž je zřejmě míněna škola pod sídlištěm). V západní části sídliště v Tesaříkově ulici se nachází ve dvou pavilonech zdravotní středisko, na severním okraji sídliště nákupní centrum Košík se samoobsluhou. 
Sídliště zahrnuje asi 20 bloků panelových domů. Na sídlišti je jen základní občanská vybavenost, především dvě nákupní střediska s restauracemi. V době vzniku zde byly dvě mateřské školy a jesle. Nyní[kdy?] zde zůstala jen jedna mateřská škola a ve zbylých budovách jsou z větší části zařízení pro seniory. V prostoru bývalé mateřské školky v ulici Tesaříkova je zdravotní středisko s lékárnou a ordinacemi praktických lékařů pro děti i pro dospělé a gynekologická ordinace. 
Vedle sídliště, na okraji staré Hostivaře, stojí historický statek (původně tvrz) Toulcův dvůr, nyní Středisko ekologické výchovy hlavního města Prahy. Velkokapacitní škola, postavená současně se sídlištěm, je umístěna pod sídlištěm a Toulcovým dvorem (na severovýchod od něj), rovněž na okraji staré zástavby Hostivaře. Celek sídliště Košík a Slunečného vršku je urbanisticky značně oddělený od jiné zástavby. Na jižní straně je ohraničen ulicí K Horkám, k níž z jižní strany přiléhá starší vilová kolonie Na Košíku, svažující se k údolí Košíkovského potoka, za nímž navazuje komplex západní části hostivařského lesoparku. Ze severní a západní strany, směrem k sídlišti Spořilov i na sever k Práčím a Záběhlicím, v oblasti zvané Trojmezí, je sídliště obklopeno poli a Sady zahradnické mládeže. Tuto lokalitu chtěl vlastník pozemků zastavět a vyvolal jednání o změně územního plánu. Petici proti tomuto záměru podepsalo (podle údajů organizátorů) přes 16 000 lidí.
V teorii struktury panelových sídlišť, kde jsou rozlišovány struktury řádkové, bodové, blokové, superblokové či supestruktury, je sídliště Košík spolu se sídlišti Modřany či Libuš řazeno mezi tzv. volné kompozice, tedy skladebně těžko popsatelné kompozice, většinou skupiny deskových (výjimečně bodových) domů různé proporce, přičemž hmoty organizované bez čitelného jednotícího systému obklopuje kontinuální veřejný prostor proměnlivých proporcí bez zjevné hierarchie a komunikační skelet charakterizuje stromové uspořádání se slepými konci, významnější ulice se pohybují zcela mimo strukturu. Taková sídliště vznikala ve druhé a třetí generaci sídlišť (autoři rozlišují 4 generace pražských sídlišť).
Územně-analytické podklady hl. m. Prahy v historii osídlení z let 1950–1990 řadí sídliště Černý Most a Košík mezi sídliště „nahodile situovaná na volných plochách“, v protikladu k ostatním sídlištím, která vznikala jako dostavba volného území na okraji vilových čtvrtí nebo jako součást grandiózního vnějšího prstence osídlení. Analytické podklady dokonce zmiňují, že sídliště Košík vzniklo údajně na místě původně plánovaného komplexu zdravotnictví a sociálních služeb pro Jižní Město (ten však podle jiných zdrojů měl vzniknout západně od dnešního sídliště). 
V parčíku nad nákupním střediskem je umístěna bronzová plastika Rodina, jejímž hlavním autorem je Miloslav Šonka.
Pro sídliště Košík byla původně určena plastika „Dynamický růst“ od Miroslava Jiravy, která však je umístěna u Klapálkovy ulice na Chodovci.

## Další investiční záměry
Developer Karlin Port Real Estate v roce 2022 publikoval záměr postavit na místě dnešního chátrajícího nákupního centra Košík na severním okraji sídliště jedenáctipodlažní bytovou dvojbudovu s názvem Výhledy Košík, navržený architektonickým studiem A.D.N.S. V parteru budovy má být prostor nejen pro nový supermarket, ale také pro lékárnu, poštu, fitness centrum, restauraci či ordinaci zubního lékaře, na jižní straně budovy má vzniknout dětské hřiště. O kombinované územní rozhodnutí a stavební povolení zažádal investor v prosinci 2021 a podle harmonogramu by se první obyvatelé měli stěhovat v roce 2025. Celkem zde má být 224 bytů a 226 parkovacích stání.

## Doprava
Jižně od sídliště prochází ulice K Horkám, hlavní spojnice Hostivaře s Chodovem. Ze severní strany sídliště obepíná sběrná obslužná komunikace Doupovská, kterou projíždějí hlavní autobusové linky určené k obsluze sídliště. 
Po ulici K Horkám projížděla od roku 1952 (či od 3. ledna 1954) do června 2013 linka 122, původně nazývaná „tovární linka“, 29. června 2013 ji v tomto úseku nahradila linka 181, k níž v roce 2016 přibyla ještě linka 182. Od 8. listopadu 1980 byla ulicí K Horkám zavedena nová linka 242, od 7. prosince 1981 byla její trasa přeložena na severní stranu sídliště přes zastávky Jankova (později Přeštická), Na Košíku, Hruškova (později Chudenická, později Toulcův dvůr) a Selská, od 30. srpna 1982 byl však její provoz omezen jen na pracovní dny, od 5. července 1990 pak již jezdila jen ve špičkách pracovních dnů a večer, od 18. listopadu 1995 byla provozována v každé špičce už jen jednosměrně v půlhodinovém intervalu, od 4. října 1997 jezdil na lince jen jeden spoj denně každým směrem, a to jen mimo prázdniny. Od 6. dubna 2007 byla linka zrušena úplně. Ve špičkách pracovního dne byla linka 242 posílena ještě linkou 212 (ta byla zavedena pravděpodobně 29. října 1979 a vydržela do 31. srpna 2009). Tyto linky zde byly od 18. listopadu 1995 doplněny a později zcela nahrazeny páteřní diagonální linkou 177, která si pak zachovala téměř stejnou trasu několik desetiletí. 31. srpna 2008 byly přes sídliště zavedeny noční linky (později přečíslované na 901 a 906). 
Autobusy městské dopravy napojují sídliště především na stanici metra Skalka na lince A a stanice Opatov a Chodov na lince C; existuje ale i přímé spojení s hostivařsko-malešickou průmyslovou oblastí. Noční linky, zavedené tudy 31. srpna 2008, sem jsou přivedeny od stanice Skalka přes stanici Strašnická, přes Zahradní Město a Hostivařské náměstí a dále pokračují ke stanici Opatov, kde se rozdělují: jedna pokračuje k Nedvězí, druhá na Smíchov k Andělu, v zastávce Mokrá mají zajištěnu návaznost na linky po magistrále k centru Prahy. 
Sídliště je napojeno na pražskou uliční síť v podstatě pouze ulicí K Horkám, jedním směrem k Jižnímu Městu, druhým směrem k Hostivařskému náměstí. Vnitřek sídliště je obsloužen sítí užších ulic, zčásti jednosměrných, sloužících i k parkování automobilů, na sídlišti se nachází i několik parkovacích ploch. Jihovýchodně od sídliště se nachází na městském pozemku větší hlídané parkoviště Doupovská (Košík 1), jako hlídaná je vyhrazena  také část parkovacího pásu severně od Doupovské ulice (Košík 2), obě tato parkoviště provozuje společnost Gapark s.r.o.,  kterou vlastní rodina Tusjakových.

## Další fotografie

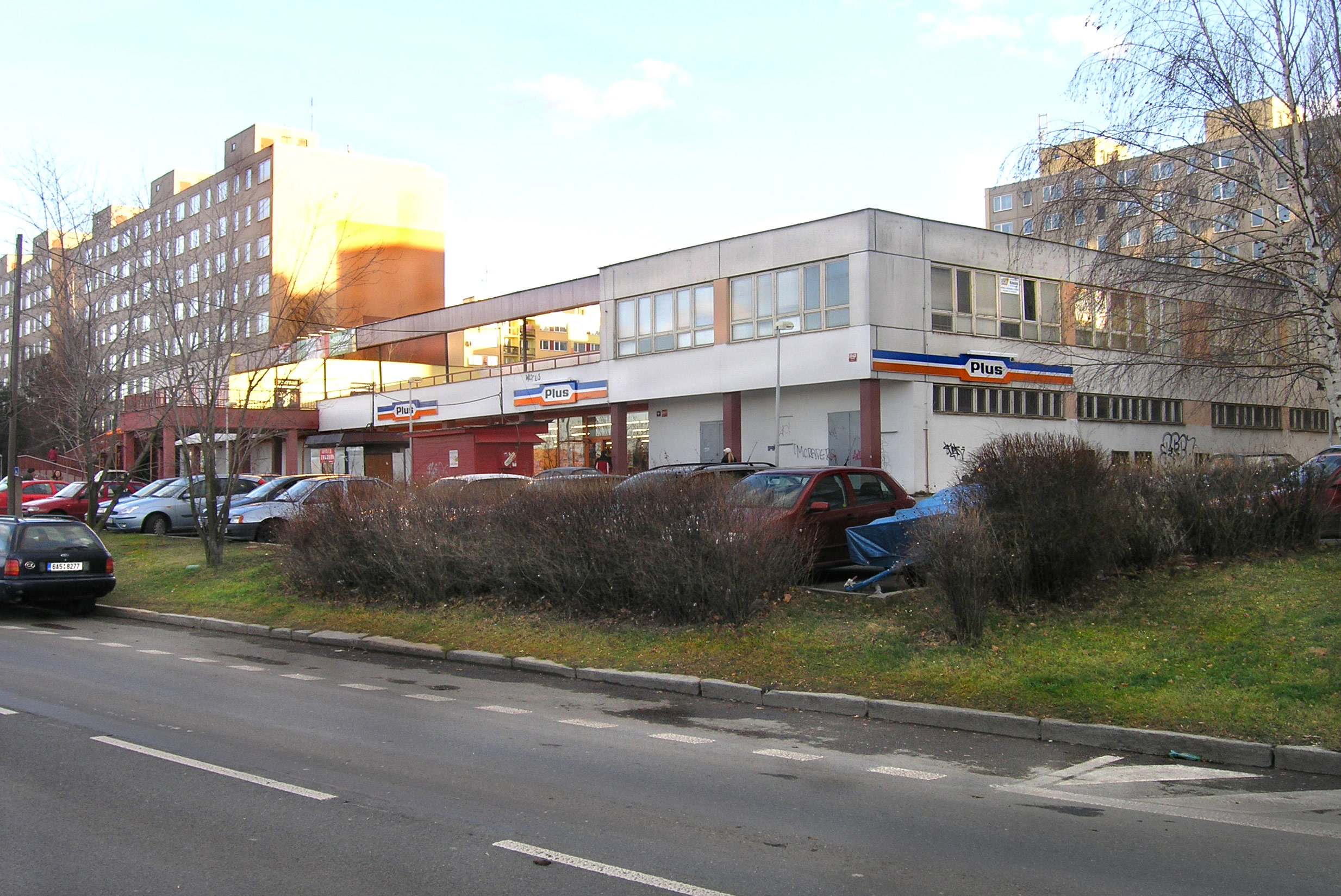
Obchodní centrum
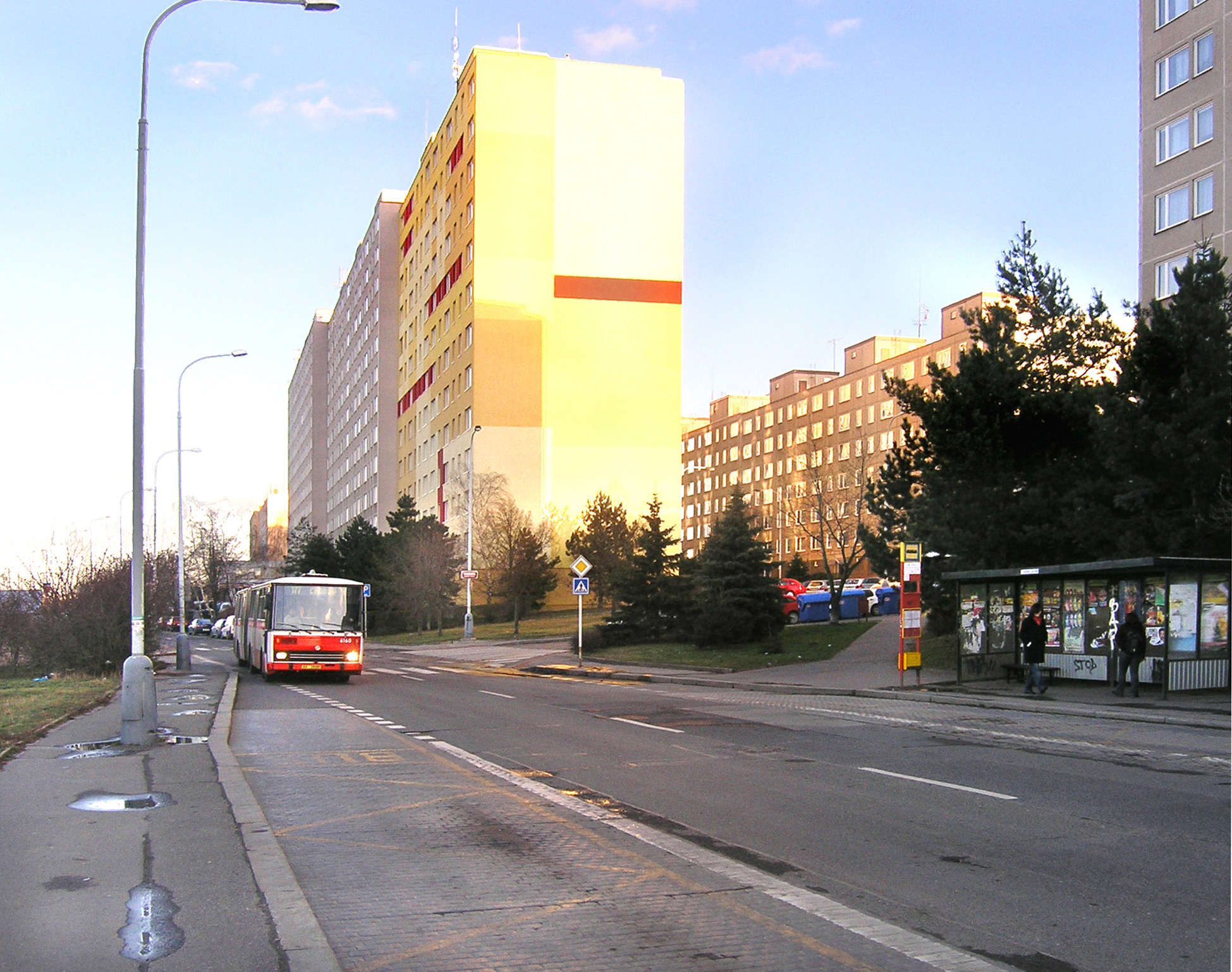
Doupovská ulice v severní části sídliště
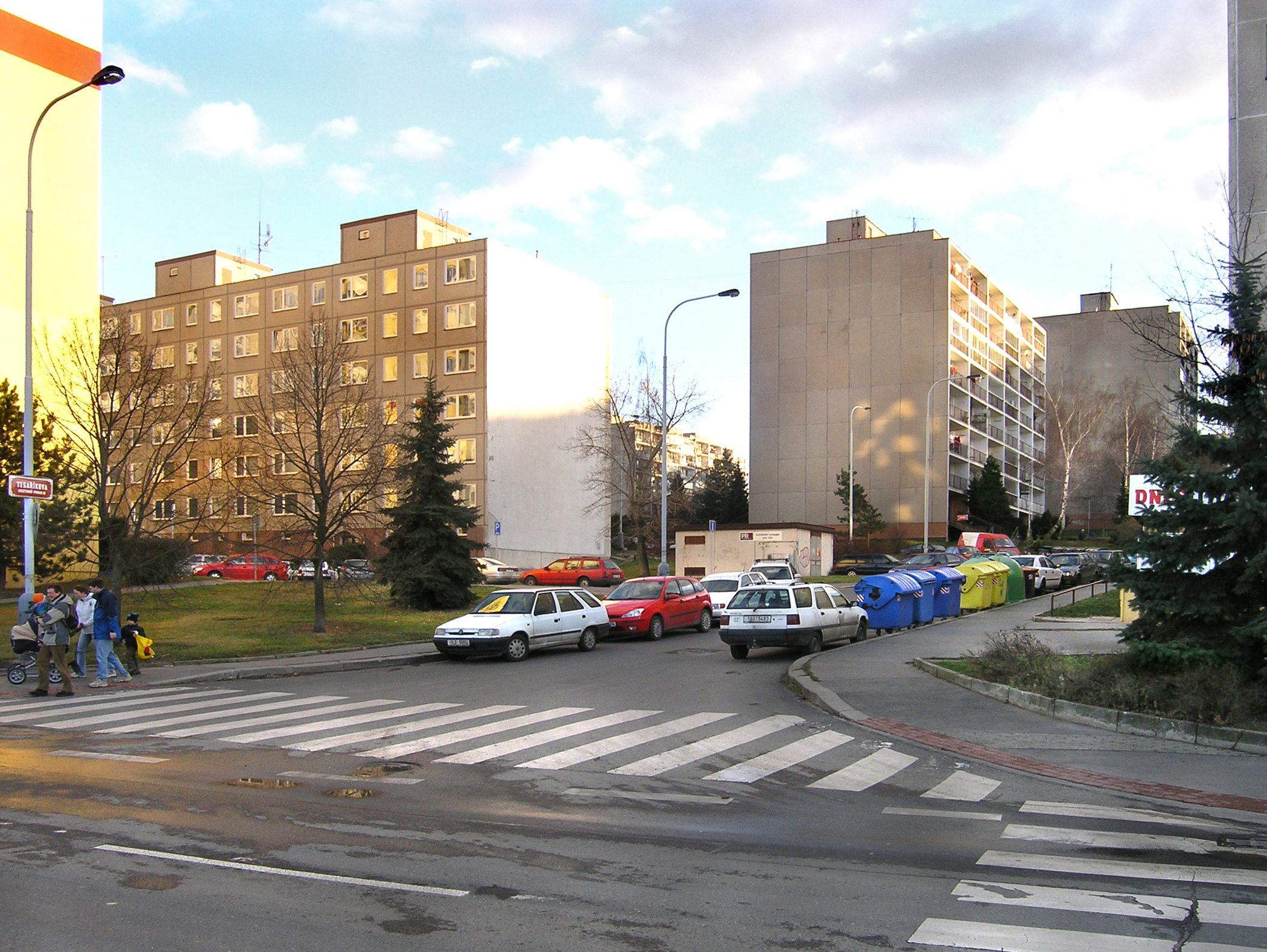
Vjezd do Tesaříkovy ulice
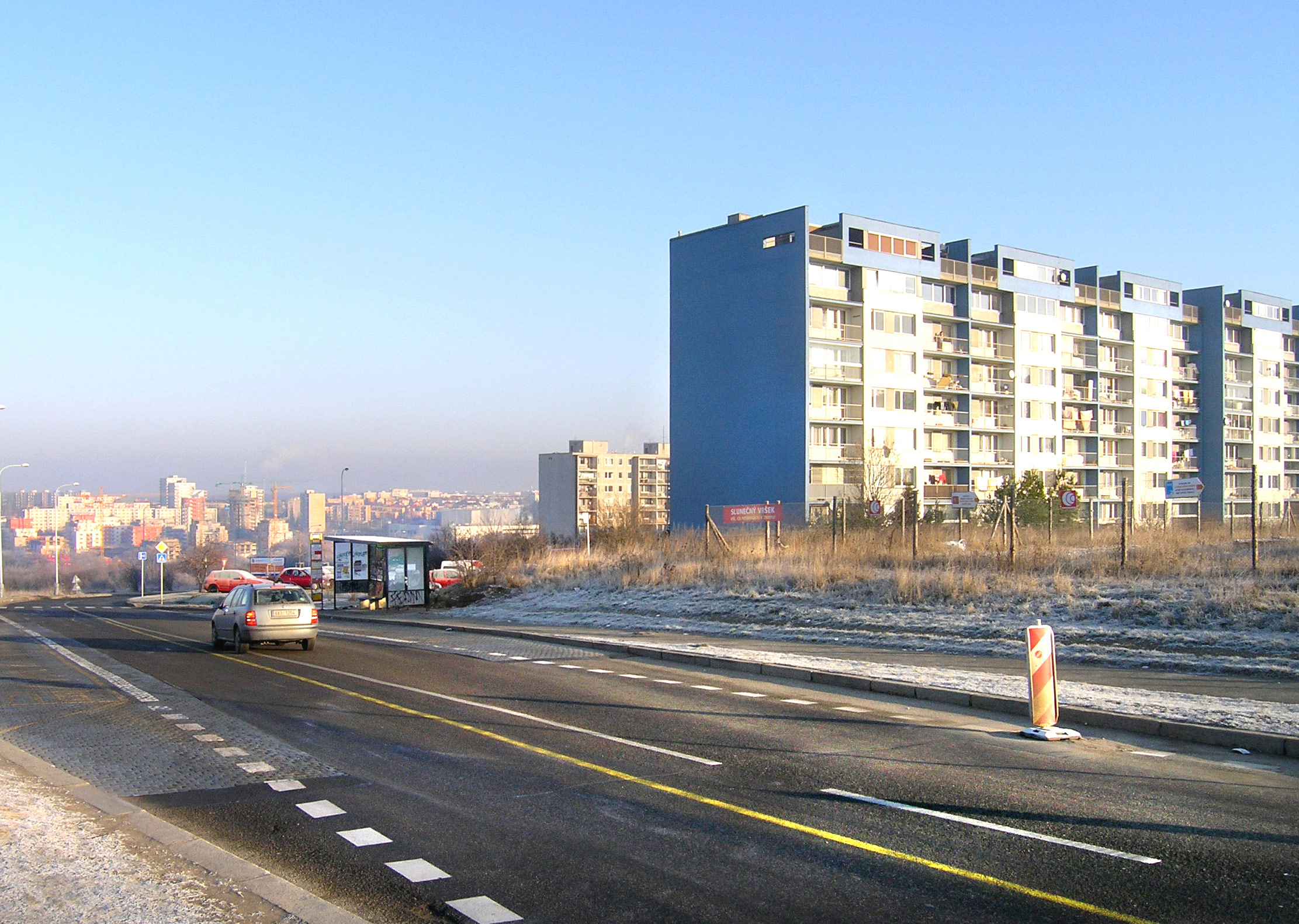
Západní okraj sídliště. Vlevo v pozadí sídliště Zahradní Město.